# Danuvia (motorkerékpár)

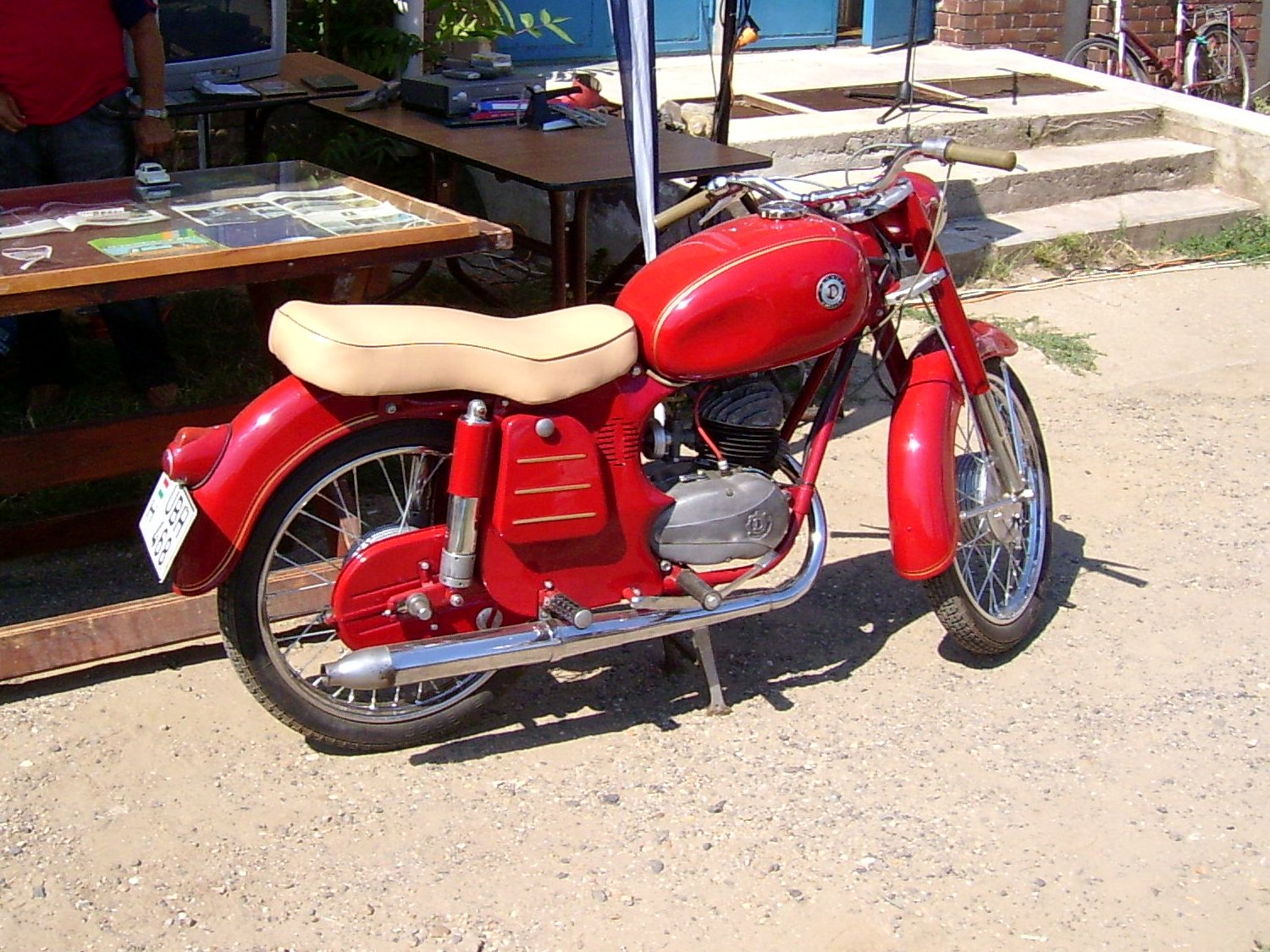
Danuvia DV 125

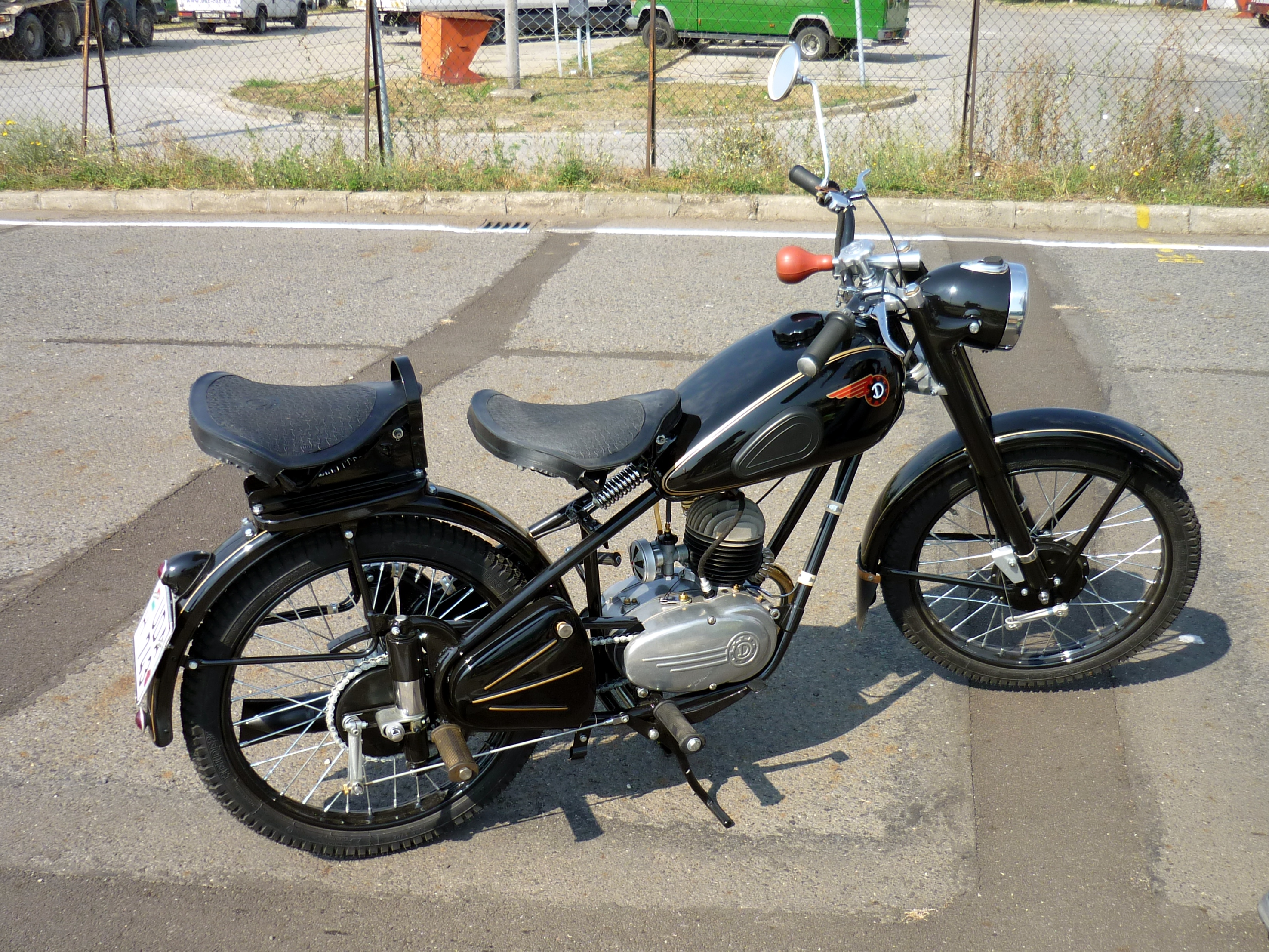
D-Csepel 125

A Danuvia egy Budapesten, a zuglói Danuvia Szerszámgépgyárban 1954–1966 között gyártott motorkerékpár-típus márkaneve volt.

## A gyártás kezdetei
A Csepeli Motorkerékpárgyárban az 1950-es évek közepén az erőforrásokat az új Pannónia gyártásának előkészítése kötötte le, ezért az 1951-ben bemutatkozott Csepel 125/T (teleszkópos) típus gyártásnak új helyet kellett keresniük. 
Így került át 1954-ben a motorkerékpár gyártása a Danuvia Gépgyárhoz, D-Csepel 125 jelöléssel. A sorozatgyártás 1955 első negyedévében kezdődött, de az első évben nem sikerült elérni a kitűzött számokat.

## D-Csepel
A D-Csepelek már a gyártás kezdetén sem egyeztek meg teljesen a Csepel 125/T-vel. A csepeli gyártmány jellegzetes, ezüstbetétes tankja helyett a zuglói motorok egyszínű, fekete üzemanyagtartállyal készültek, a korábban Csepel-emblémát vagy -feliratot viselő alkatrészeket pedig új, Danuvia-mintásra cserélték. Így változott meg a többek között kormányszorító, a lengőnyereg gumilapja, a gyújtásoldali fedél és a tankembléma is.
Az egyszerű, olcsó 125-öst folyamatosan fejlesztgették: új, csepp keresztmetszetű, nagyobb bordájú henger és hozzá tartozó, magasabb bordázatú hengerfej került rá, a gyújtáskapcsolót a Pannóniákon használt darabhoz hasonlóra cserélték, ezzel együtt pedig a lámpafej is megváltozott. A kipufogón is voltak apróbb módosítások. A motor felszereltsége azonban egyszerű maradt: belföldre gyakran féklámpa és akkumulátor nélkül, kézikürttel szállították őket.
A gyártás a kezdeti nehézségek után gyorsan felfutott: alig egy évvel az első példányok elkészülte után, 1956 júniusában már a 10 000. motor elkészültét ünnepelhették a dolgozók. Az 1957-ig tartó gyártás során valamivel több, mint 40 000 D-Csepelt készítettek.

## Danuvia

### Szépreményű indulás
Még javában zajlott a D-Csepelek gyártása, mikor a gyárban már az új, fejlesztett típus első példányain dolgoztak. 1957 nyarán mutatták be a nagyközönségnek az új Danuviák prototípusait. 175 cm³-es, alumíniumhengeres motorblokk hajtotta őket 8-8,5 lóerő teljesítménnyel, négyfokozatú váltón keresztül. A motorok a D-Csepelnél modernebbnek tűntek: sok burkolat, újratervezett felfüggesztés (az egyik példányon a kor divatja szerint elöl-hátul lengővilla, a másik hagyományos teleszkópos-lengővillás konstrukció) és újdonságnak számító lemezváz tette látványossá őket. A gyár az Autó-Motorban tette közzé az új kísérleti motorok képeit és műszaki adatait, egyúttal kérték az olvasókat, hogy véleményezzék a két konstrukciót.
Eközben a régi 125-ösökre épülő típus ötletét sem vetették el a konstruktőrök: a D-Csepel motorjával készült egy modernnek ható, burkolt, hátul lengővillás motor. A fő reménység azonban az új 175-ös típus volt, ezért arra több figyelmet fordítottak.

### Vissza a 125-ösökhöz
A 175-ös Danuviák nagy reményekkel indult pályafutása idő előtt ért véget: a programot "lefújták", a gyárnak a meglévő műszaki alapokból kellett építkeznie. Így 1957 végén elővették a 125-ös prototípust és azt fejlesztették tovább. Sok más változtatás mellett az egycsöves bölcsőváz hagyományos, kétcsöves lett, módosult az üzemanyagtartály formája és a jobb oldalra került a kipufogó. Az elkészült prototípushoz képest egyszerűsített motorokból egy kisebb szériát sikerült legyártani még az év végén, ám ezek pontos számáról nincs információ.

### A sorozatgyártás kezdetei
1958-tól beindult az időközben Danuvia DV 125 nevet kapott motorkerékpár nagy sorozatú gyártása és forgalmazása. A D-Csepelnél korszerűbb formájú, nagyobb teljesítményű motor gyorsan népszerűvé vált. A hátsó lengővilla jobban csillapította az út egyenetlenségeit, mint a korábbi bakteleszkóp, az erősebb motor a nehezebb járművel is elbírt és a nagyobb fékek is meggyőzőek voltak. A típus kezdeti ára 9800 Ft volt.
A típus műszaki alapjai az 1948-ban bemutatott Csepel 125/49-től származtak, a motorblokk tehát jó tízéves konstrukcióra épült, kisebb finomításokkal (húzórugós tengelykapcsoló, nagyobb méretű henger és hengerfej). Új motorra nem volt pénz, ezért a gyár folyamatosan fejlesztett a típuson, már abban az évben megjelentek a töltőtekerccsel, akkumulátorral szerelt változatok, amiken így már jól hallható, egyenáramú kürt és álló motor mellett is működő helyzetjelző volt. A dugattyú megragadási hajlama miatt a motoron belül is történtek változtatások.
Ezeknek meg is volt a maguk eredménye: az 1959-es év I. félévében a Danuvia vezette az új motorkerékpárok eladási statisztikáját mintegy 14 000 darabbal. Ez különösen annak fényében nagyszerű eredmény, hogy ekkor összesen 30 000 motorkerékpárt helyeztek forgalomba. A következő évben is volt mit ünnepelni a gyárban: elkészült a 100 000. motorkerékpár. A Danuviákat még ekkor is folyamatosan fejlesztették: apróbb alkatrészek módosításával javítottak a komforton és csökkentették a gyártási időt, illetve költséget.

### Egy új típus tervei
1961-re új típust tervezett a gyár, amit D-61 néven emlegettek. 125 cm³-es alumíniumhenger, csökkentett saját tömeg, szívászajtompító, halkabb kipufogó és új formaterv jellemezte volna. Szó volt arról is, hogy a 125-ös hengert 150-esre vagy 175-ösre lehetett volna cserélni, hozzá tartozó dugattyúval együtt. Az ígéretes prototípus bevezetése azonban csúszott, először 1962-re halasztották, majd végleg lemondtak róla.
Helyette a Danuvia Sport nevű, szériamodellből kialakított változatot tervezték új modellként 1963-ra. A motorról lekerült a burkolat nagy része, más formájú lett az üzemanyagtartály, sportos, keskeny kormány és nyereg, nyitott láncvédő és hátsó rugóstag került rá és kapott egy egyszerű szívászajtompítót is. Végül ez a típus sem került sorozatgyártásba.

### Az új Danuvia
Az 1963-as év nevében új, de műszakilag régi modellt hozott: a Danuvia DMV 125-öt. Ezt általában szürke Danuvia, néhol laposnyerges vagy sportnyerges Danuvia néven ismerik. Az új modell csak apróbb alkatrészekben tért el a korábbiaktól: többek között új nyerget és kipufogódobot, új kormányszektorokat kapott, illetve a korábbi fekete és piros szín mellett megjelent az új, szürke kivitel is, kék csíkozással. A következő 3 évben lényeges változtatás nem történt a motoron. A típus gyártását 1966-ban állították le.

## Danuvia a motorsportban
A Danuvia olcsó, elérhető 125-ös motorjait sok tuningmester és versenyző használta, már a D-Csepelekkel is voltak próbálkozások motokrosszban (akkoriban terepgyorsasági verseny). A gyár 1957-ben alapította meg a versenyosztályt, amely először a gyorsasági kategóriában próbálkozott, majd a Hatnaposra épített versenymotorokat. Az 1957-es próbálkozás még balul sült el, de 1958-ban az áttervezett Danuvia Sport és az összeszokott csapat sikert aratott: Gál László arany-, Nagy Gyula pedig bronzérmet szerzett.
1959-től a gyár krosszmotorokat is készített Danuvia Cross néven. Ezekben a 125-ös szériamotor tuningolt változatai dolgoztak 10 lóerő fölötti teljesítménnyel. A motor jóval könnyebb volt az utcainál, a kerekek nagyobbak voltak. 1961-re elkészül a fejlesztett Danuvia S-C modell 12 lóerővel. Ekkoriban a gyár Magyarországon rendkívül sikeres volt a 125-ös krosszmotorok között: alig akadt legyőzője a gyári Danuviáknak. A Danuvia-motoros gokartok is meggyőzően szerepeltek. 1962-ben aztán először leváltják a versenyosztály vezetőjét, majd megszűnik a részleg, innentől a versenyzők és a csapatok magukra maradnak a motorok tuningolásával.
Ez eleinte nem látszott meg az eredményeken: 1968-ig minden évben sikerült elhódítani a 125-ös krosszmotorok között legalább egy országos bajnoki címet valamely Danuviával versenyző motorosnak (holott ekkor már a gyár is két éve leállt a termeléssel!). 1969-től kezdve viszont már nem terem nekik babér, az amatőr tuningolók nem tudják tartani a versenyt a gyári technikával.

## Műszaki leírása
- Motor: Egyhengeres, kétütemű, hurkos (schnürle), lapos dugattyús motor, a sebességváltóval egy blokkba építve.
- A forgattyústengely golyóscsapágyakkal, a hajtókar görgős csapággyal csapágyazott.
  - Furat 54 mm.
  - Löket 54 mm.
- Hengerűrtartalom 123.5 cm3.
- Kompresszió-viszony 5,5-6 Le.
- Fordulatszám 4800 ford/perc.
- Porlasztó: Egyfúvókás, tűszabályzós, elzárható levegőszűrővel.
- Gyújtóberendezés: Lendkerékmágnes AVF GV4-25/6.
- Világítás: 6 volt, 25 watt.
- Fényszóró 130 mm átmérőjű fényszóró 6 V, 25/25 wattos égővel, a kormányra szerelt biluxkapcsolóval. A fényszóróba szerelt km-órával.
- Jeladó berendezés Egyenáramú elektromos kürt.
- Erőátvitel: a motorblokkban edzett, korrigált fogaskerekekkel, a hátsó kerékre lánchajtással.
- Áttételek Első sebesség 1:23,54, második sebesség 1:1,64 harmadik sebesség 1:7,48.
- Sebességkapcsolás Félautomatikus, lábkapcsolóval.
- Indítás: Berúgóval.
- Váz: Kettős bölcsőváz.
- Első villa – Teleszkóp rendszerű hosszú tekercsrugóval.
- Hátsó villa -Lengővilla tokozott tekercsrugókkal, 3 állású, hidraulikus lökésgátlóval.
- Nyereg Kettős sportnyereg, laticel gumival, műbőr bevonattal.
- Gumiabroncsok Elöl-hátul 2,75x19".
- Levegőnyomás első kerékben: 1,3 atm. Hátsó kerékben egy személynél 1,9 atm.Hátsó kerékben két személynél 2,3 atm.
- Hajtólánc: 1/2" x 1/4" 96 tag.
- Benzintartály: Elöl gumiba ágyazva, kb. 17 liter, ebből tartalék 2 liter. Háromállású, vízzsákos benzincsap.
- Szerszámtáska: Kétoldalt a borítólemezben elhelyezve.
- Önsúly: Üzemanyag nélkül 95 kg.
- Utazósebesség: 65-70 km óránként. A motor végsebessége 85 km/óra.
- Üzemanyag-fogyasztás: 2,5-3,2 liter/100 km utazási viszonytól függően.
- Kerék és fék: Cserélhető kerekek, gumiba ágyazott erőátviteli csapokkal. 160 mm átmérőjű fékdobok hűtőbordákkal. 40 mm szélességű fékpofákkal, mechanikai működéssel
- Méretek: Keréktávolság 1250 mm.
- Összhossz 1980 mm.
  - Max. szélesség 700 mm.
  - Max. magasság 1000 mm.
  - Legalacsonyabb szabad magasság a földtől 220 mm.
  - Nyeregmagasság terheletlenül 730 mm.